# Шутов, Иван Никифорович
 Ива́н Ники́форович Шу́тов (7 сентября 1877 — 25 мая 1965) — матрос знаменитого крейсера «Варяг» Русского императорского флота, участник боя у Чемульпо во время русско-японской войны.

## Биография

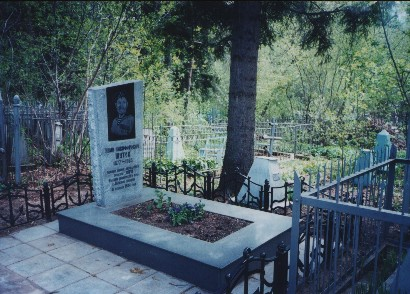
г. Ижевск, Нагорное кладбище, 2002 год

Отучился два года в церковно-приходской школе в соседней деревне Дванак, так как в Чепанихе своей школы не было. С 10 лет Иван начал помогать в семейном крестьянском хозяйстве.
В 1899 году молодого крестьянского парня Ивана Шутова призвали в армию.
Телосложения Иван был крепкого, здоровье было отличное, так что определили его во флот. И после «курса молодого матроса», в 1901 году его приписывают на крейсер «Варяг» в штат оружейной прислуги.
Два года довелось ему прослужить под командой первого капитана «Варяга» капитана 1 ранга Владимира Иосифовича Бэра, который предпочитал рукоприкладство всем другим методам воспитания боевого духа среди матросов.
В 1903 году командиром крейсера назначили капитана 1 ранга Всеволода Фёдоровича Руднева. Он сменил слишком хорошо усвоивших бэровские методы воспитания старпома и боцмана, и в памяти матросов остался командиром хоть и весьма строгим, но притом справедливым.
27 января 1904 года по старому стилю матрос 2-й статьи Иван Шутов из прислуги 6-дюймового орудия № 1 на баке вместе с товарищами услышал объявление капитана о начале войны и его решении пробиваться с боем в Порт-Артур.
На всю жизнь запомнил он слова командира: «Помните, что у русских слова „сдаваться“ нет!».
Взрывом японского снаряда прислугу разметало. Несколько комендоров и командир орудия были убиты, Иван получил ранение в левую руку, но оставшиеся в живых продолжали огонь, пока крейсер не повернулся к врагу другим бортом. После этого он ещё помогал носить тяжелораненых на перевязку.
После затопления крейсера команду приняли на борт иностранные суда. Иван Шутов оказался на французском крейсере «Паскаль».
На борту крейсера французский и русский хирурги сделали ему операцию на раненной руке, однако состояние моряка оставалось тяжёлым. Его с группой других тяжелораненых перевезли во французский госпиталь Красного креста в Мацуяме. Рана зажила, хотя полностью подвижной кисть так и не стала.
После излечения долгим кружным путём, через Шанхай и Гонконг, Сингапур и Порт-Саид, Марсель, Париж и Берлин, матросы вернулись на родину, в Санкт-Петербург.
В Санкт-Петербурге командир «Варяга» вручил заслуженные награды: медаль «За бой „Варяга“ и „Корейца“» и Знак Отличия Военного ордена Св. Георгия IV степени № 121204.
В 1906 году по причине инвалидности Иван Шутов был демобилизован и вернулся домой, в Чепаниху.
В 1910 году ветеран женился на вдове Авдотье из родного села. К двум приёмным дочерям вскоре прибавились ещё три. Хозяйство тоже было в порядке.
По причине инвалидности Иван Никифорович призыву не подлежал, поэтому и Первая мировая, а так же Гражданская войны обошли его стороной.
В 1931 году был создан в Чепанихе колхоз им. И. В. Сталина, где трудился Иван Никифорович.
Иван Никифорович работал, как всегда, честно и много, неоднократно награждался ценными подарками и грамотами.
В 1954 году Советский Союз отмечал 50-ти летие знаменитого боя при Чемульпо. Дожившие до юбилея моряки с «Варяга» были награждены медалью «За отвагу» .
Награду Ивану Никифоровичу торжественно вручили в Ижевске, в присутствии делегаций разных флотов.
Иван Никифорович всегда встречался с пионерами, моряками, его регулярно приглашали на различные официальные мероприятия и церемонии.
В подарок на его 80-летие удмуртское руководство организовало Ивану Никифоровичу встречу со старым боевым другом Сидором Александровым, который жил в с. Гремячке, Рыбно-Слободского района, Татарской Автономной Советской Социалистической Республики.
25 мая 1965 года Иван Никифорович Шутов скончался. Матрос крейсера «Варяг» похоронен с воинскими почестями на Нагорном кладбище Ижевска.

## Память
- В 2002 году в честь дня ВМФ на могиле И. Н. Шутова в городе Ижевск установлен новый памятник.
- В Ижевске существует улица Ивана Шутова.

## Галерея

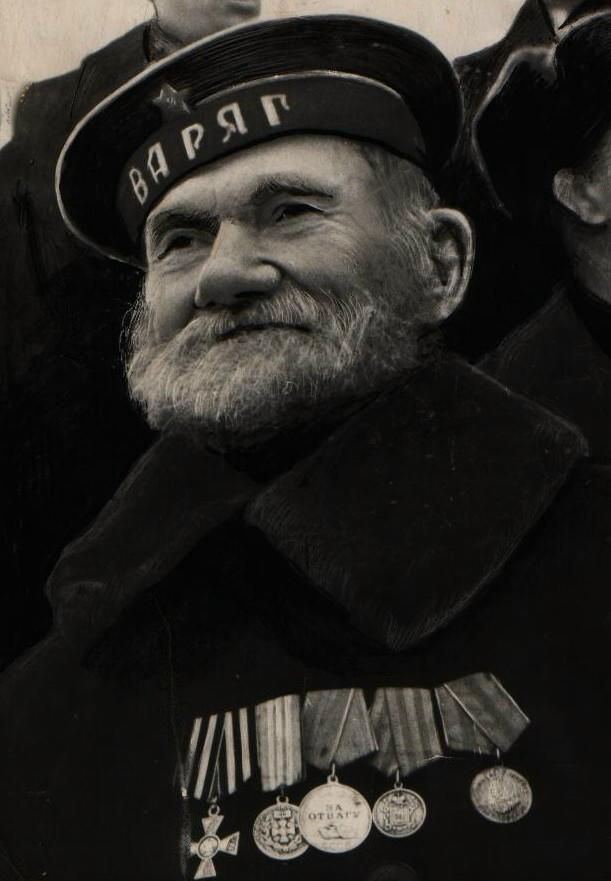
Фото сделано в городе Ижевск
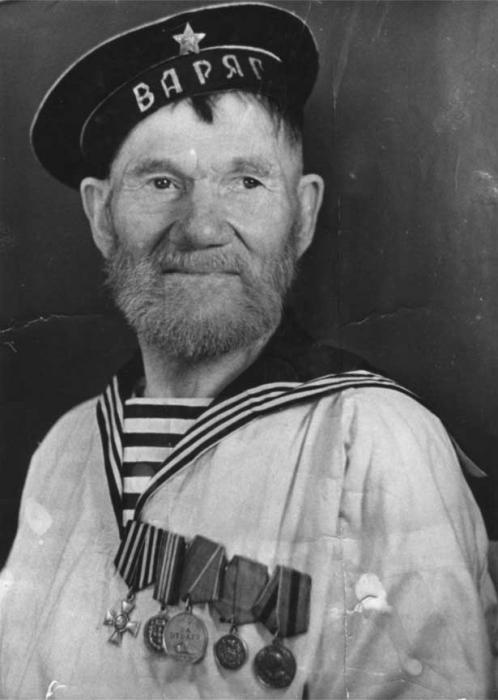
Шутов Иван Никифорович
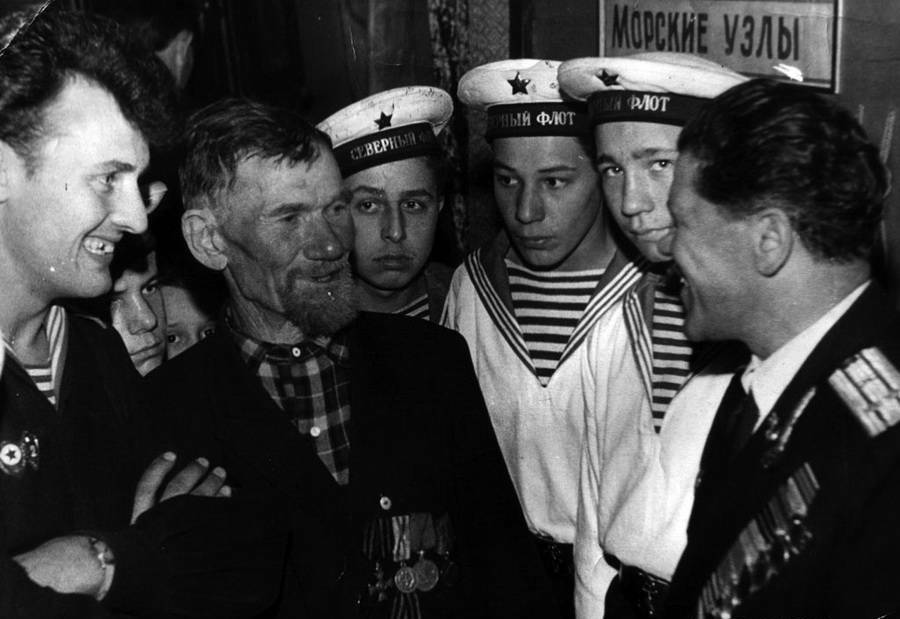
Фото сделано в городе Ижевск
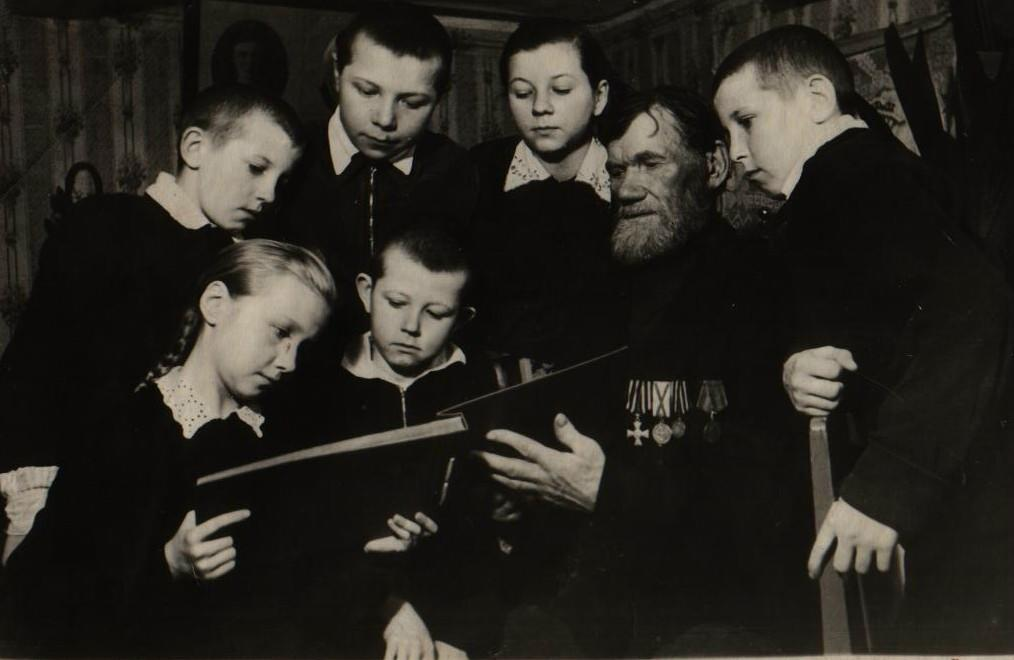
Фото сделано в доме Шутова И. Н.